# Орле (Ґрудзьондзький повіт)
Орле (пол. Orle, нім. Orle) — село в Польщі, у гміні Ґрута Ґрудзьондзького повіту Куявсько-Поморського воєводства.
Населення — 297 осіб (2011).
У 1975-1998 роках село належало до Торунського воєводства.

## Демографія
Демографічна структура станом на 31 березня 2011 року:
|          | Загалом | Допрацездатний вік | Працездатний вік | Постпрацездатний вік |
| -------- | ------- | ------------------ | ---------------- | -------------------- |
| Чоловіки | 148     | 30                 | 105              | 13                   |
| Жінки    | 149     | 28                 | 88               | 33                   |
| Разом    | 297     | 58                 | 193              | 46                   |